# Sh2-147
Sh2-147 est un rémanent de supernova visible dans la constellation de Céphée.
Il est situé sur le bord sud-est de la constellation, près de la frontière avec Cassiopée. la période la plus appropriée pour son observation dans le ciel du soir tombe entre les mois de juillet et décembre et elle est considérablement facilitée pour les observateurs situés dans les régions de l'hémisphère boréal, où elle se produit circumpolaire jusqu'aux régions tempérées chaudes.
Sh2-147 apparaît comme une faible nébuleuse constituant l'extrémité ouest d'une région de formation d'étoiles qui comprend également les Sh2-148 et Sh2-149 à proximité. Le complexe est situé sur le bras de Persée à une distance denviron 5 300 pc (∼17 300 al) et se caractérise par la présence de nombreuses sources de rayonnement infrarouge. La supernova à l'origine de Sh2-147 a explosé il y a environ 30 000 ans et a quitté le pulsar PSR J0538+2817, qui a une période de 143 millisecondes. Une étude approfondie de 2003 de ce pulsar indique une distance de 800 à 1600 parsecs.